# Marpesia corinna
Marpesia corinna is een vlinder uit de familie van de Nymphalidae. De wetenschappelijke naam van de soort is voor het eerst geldig gepubliceerd in 1813 door Pierre André Latreille.